# Селятин
Селя́тин (укр. Селятин) — село в Вижницком районе Черновицкой области Украины. Административный центр Селятинской сельской общины
До 2020 года село входило в Путильский район
Почтовый индекс — 59131. Телефонный код — 3738. Код КОАТУУ — 7323584501.

## Население
Население по переписи 2001 года составляло 1173 человека.

### Языковой состав
Родной язык населения по данным переписи 2001 года:
| Язык       | Численность, чел. | Доля     |
| ---------- | ----------------- | -------- |
| Украинский | 1 154             | 98,38 %  |
| Другие     | 19                | 1,62 %   |
| Итого      | 1 173             | 100,00 % |

## Галерея

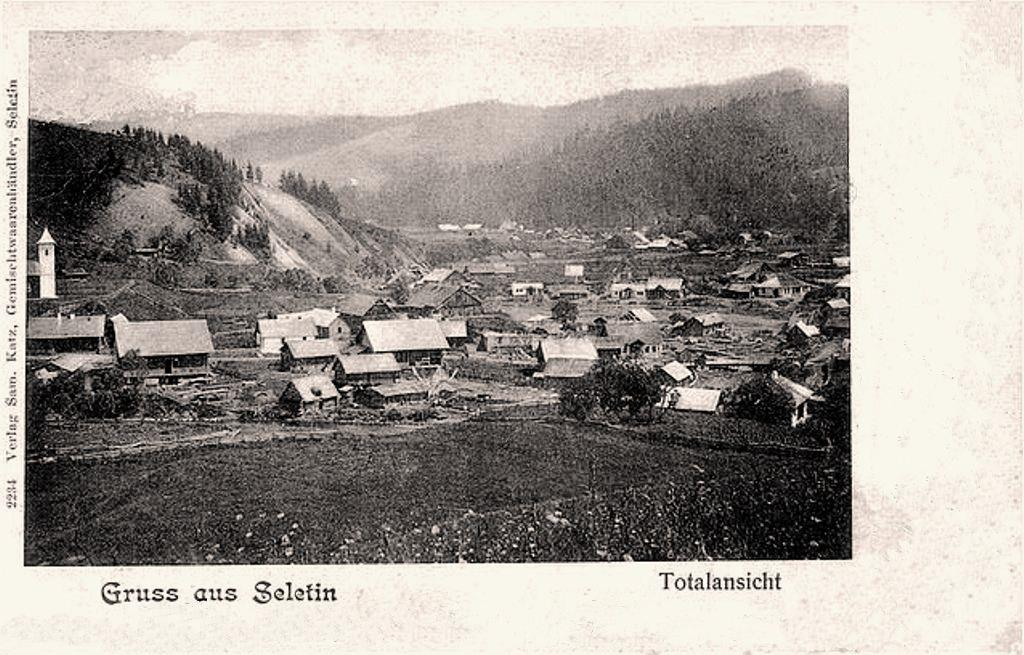
Вид Селятина в 1914 г.
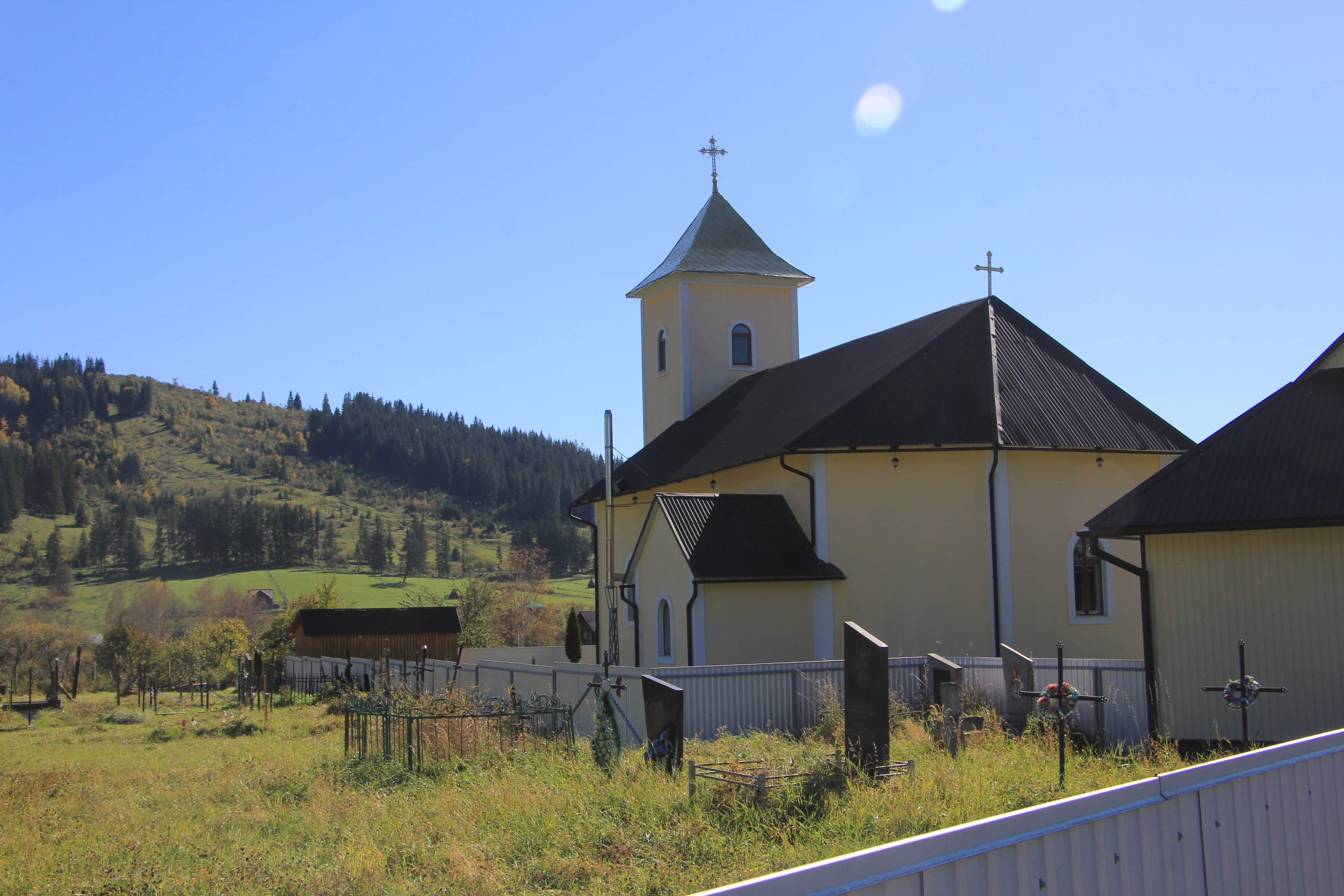
Церковь Св. Владимира
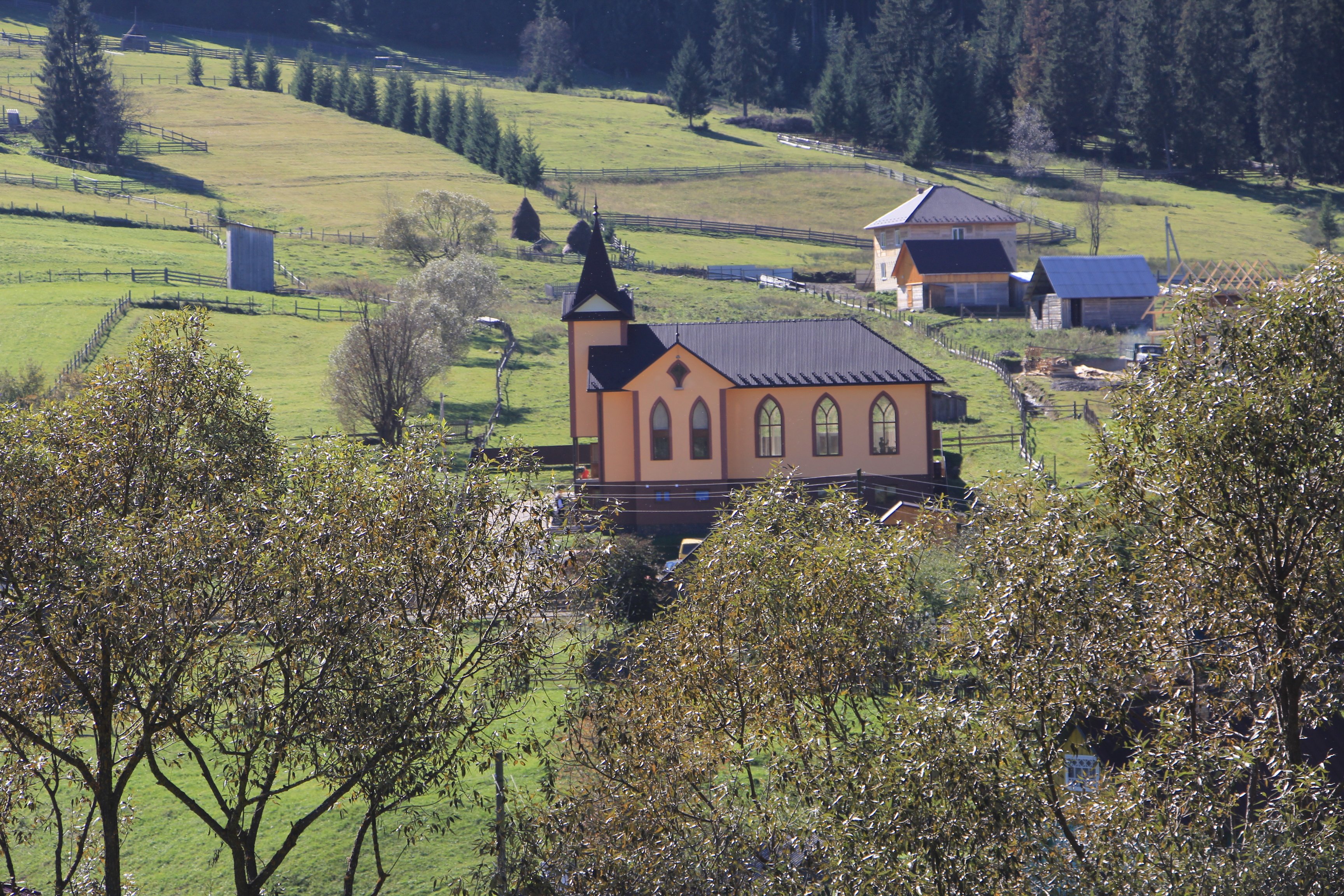
Дом молитвы